# 京セラクリスタルデバイス
京セラクリスタルデバイス株式会社（きょうセラクリスタルデバイス、KYOCERA Crystal Device CORPORATION）は、かつて存在した水晶デバイス事業を行っていた企業。
2017年4月1日に京セラ株式会社に吸収合併され、解散した。

## 沿革
- 1941年（昭和16年） 金石舎宝石店の水晶事業部門が金石舎研究所として独立する。
- 1950年（昭和25年） 株式会社金石舎研究所設立。
- 1980年（昭和55年） キンセキ株式会社に社名変更。
- 1986年（昭和61年） 東証2部上場。
- 1989年（平成元年） 東証1部に指定変更。
- 2002年（平成14年） 京セラが筆頭株主となる。
- 2003年（平成15年） 京セラの100%子会社となり、上場廃止。
- 2004年（平成16年） 京セラキンセキ株式会社に社名変更、京セラの水晶事業（営業部門除く）を統合する。
- 2012年（平成24年） 京セラクリスタルデバイス株式会社に社名変更。
- 2013年（平成25年） 関連子会社である京セラクリスタルデバイス山形株式会社と京セラクリスタルデバイス美山株式会社を吸収合併の上、本社を東京都狛江市から山形県東根市（京セラクリスタルデバイス山形株式会社の所在地）へ移転。
- 2014年（平成26年） 京セラの水晶事業営業部門を継承するとともに、関連子会社である京セラクリスタルデバイス北海道株式会社を吸収合併。
- 2017年（平成29年） 京セラに吸収合併され解散。